# Pont-de-Poitte
Pont-de-Poitte ist eine französische Gemeinde im Département Jura in der Region Bourgogne-Franche-Comté.

## Geographie
Pont-de-Poitte liegt auf 442 m, etwa 15 Kilometer südöstlich der Stadt Lons-le-Saunier (Luftlinie). Das Dorf erstreckt sich im Jura, in der Senke der Combe d’Ain, westlich des Flusslaufs des Ain gegenüber von Patornay, am nördlichen Ende des Stausees Lac de Vouglans.
Die Fläche des 7,02 km² großen Gemeindegebiets umfasst einen Abschnitt des französischen Juras. Die östliche Grenze verläuft entlang dem Ain, der hier aus einer breiten flachen Talaue in ein rund 60 m in die umgebenden Plateaus eingesenktes Tal hineinfließt und durch die Talsperre von Vouglans zu einem langgezogenen See aufgestaut wird. Am nördlichsten Ende bei Pont-de-Poitte ist dieser See kaum breiter als das ehemalige Flussbett. Im Bereich des Dorfes mündet von Westen der Ruisseau des Bourbouillons in den Ain. Vom Ain respektive vom Lac de Vouglans erstreckt sich das Gemeindeareal westwärts über einen rund 50 m hohen Hang auf das angrenzende Plateau von Poitte, das im Westen von einem Vorberg des Bois de Provenchère flankiert wird. Auf der bewaldeten Höhe wird mit 570 m die höchste Erhebung von Pont-de-Poitte erreicht.
Zu Pont-de-Poitte gehören neben dem eigentlichen Ort auch mehrere Weiler und Einzelhöfe, darunter:
- Poitte (470 m) auf dem Plateau westlich des Lac de Vouglans
- Blaisnay (460 m) auf dem Plateau am Ruisseau des Bourbouillons

Nachbargemeinden von Pont-de-Poitte sind Mesnois im Westen und Norden, Patornay und Boissia im Osten sowie Barésia-sur-l’Ain und Largillay-Marsonnay im Süden.

## Geschichte
Das Gemeindegebiet von Pont-de-Poitte war bereits in gallorömischer Zeit besiedelt. Im 11. Jahrhundert wird die Kirche von Poitte erstmals urkundlich erwähnt. Seit dem 13. Jahrhundert bestand hier ein Priorat, das von Gigny abhängig war. Zusammen mit der Franche-Comté gelangte das Dorf mit dem Frieden von Nimwegen 1678 an Frankreich. Zu einer Gebietsveränderung kam es 1815, als das vorher selbständige Blaisnay nach Poitte eingemeindet wurde. An einem alten Verkehrsweg mit Brücke über den Ain gelegen entwickelte sich die Brückensiedlung Pont-de-Poitte wesentlich rascher als der Weiler Poitte. Deshalb wurde die Gemeinde Poitte 1887 offiziell in Pont-de-Poitte umbenannt.

## Sehenswürdigkeiten

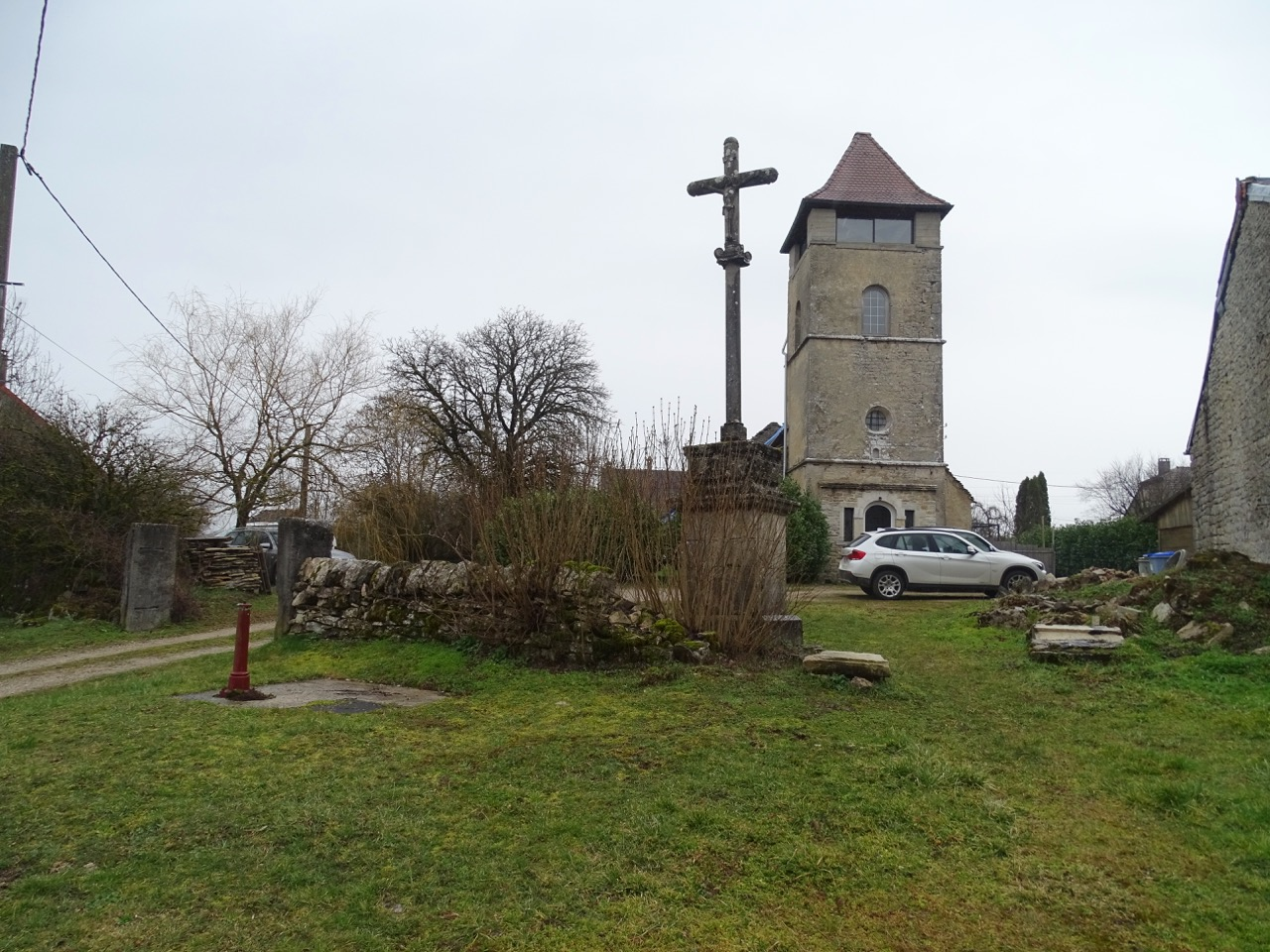
Ehemalige Kirche Saint-Vincent-et-Saint-Brice

Die ehemalige Dorfkirche Saint-Vincent-et-Saint-Brice, das älteste Gotteshaus der Gemeinde, zeigt gotische Stilformen. Aus dem 19. Jahrhundert stammt die Kirche von Pont-de-Poitte. Über den Ain führt eine alte Steinbrücke. Von den profanen Bauwerken sind zwei moderne Herrschaftssitze, das Château de la Saisse und das Château de Blaisnay zu erwähnen.

## Bevölkerung
| Jahr                       | 1962 | 1968 | 1975 | 1982 | 1990 | 1999 | 2004 | 2019 |
| Einwohner                  | 576  | 583  | 592  | 657  | 638  | 582  | 619  | 630  |
| Quellen: Cassini und INSEE |      |      |      |      |      |      |      |      |

Mit 626 Einwohnern (Stand 1. Januar 2022) gehört Pont-de-Poitte zu den kleinen Gemeinden des Départements Jura. Nachdem die Einwohnerzahl in der ersten Hälfte des 20. Jahrhunderts abgenommen hatte (1911 wurden noch 723 Personen gezählt), wurden seit Beginn der 1960er Jahre nur noch geringe Schwankungen verzeichnet.

## Wirtschaft und Infrastruktur
Pont-de-Poitte war lange Zeit ein vorwiegend durch die Landwirtschaft geprägtes Dorf. Im 18. und 19. Jahrhundert ließen sich entlang dem Ain mehrere Schmieden nieder. Daneben gibt es heute einige Betriebe des Klein- und Mittelgewerbes, darunter ein Unternehmen der Kunststoffverarbeitung und eine Knopffabrik. Mittlerweile hat sich das Dorf auch zu einer Wohngemeinde gewandelt. Viele Erwerbstätige sind Wegpendler, die in den größeren Ortschaften der Umgebung ihrer Arbeit nachgehen.
Die Ortschaft ist verkehrstechnisch gut erschlossen. Sie liegt an der Hauptstraße N78, die von Lons-le-Saunier nach Saint-Laurent-en-Grandvaux führt. Weitere Straßenverbindungen bestehen mit Orgelet, Largillay-Marsonnay und Blye.